# Kimi no Iru Machi
A Town Where You Live (яп. 君のいる町 Кими но Иру Мати) — японская сэйнэн-манга, автором которой является Кодзи Сэо. Действие происходит в родном посёлке автора, через несколько лет после событий манги Suzuka. Сюжет разворачивается вокруг подростков, Кирисимы и Юдзуки и их сложных любовных отношениях. По мотивам манги были выпущены 2 OVA-серии и аниме-сериал.

## Сюжет
За несколько лет до основных событий Юдзуки Эба вместе с отцом приезжает жить в провинциальный городок, но из-за проблем в семье решает временно пожить в доме семьи Кирисима. Там она знакомится с Харуто и позже развивает с ним любовные отношения. Но затем ей проходится вернутся обратно в Токио. Харуто специально переезжает в Токио, чтобы быть вместе с Юдзуки, однако та несколько раз случайно заставала его с другими девушками, да и сама позже объявила, что у неё есть парень. Однако Харуто не намеревается просто так сдаваться.

## Список персонажей
Харуто Кирисима (яп. 桐島 青大 Кирисима Харуто) — главный герой истории. Вырос в провинциальном городке. Превосходно готовит. Когда он начал жить с Юдзуки, то сначала был к ней равнодушен и даже проявлял чрезмерную грубость. Однако позже их отношения стали налаживаться, но Юдзуки приходится уехать обратно в Токио. Харуто специально переехал в большой город, чтобы снова быть с Юдзуки, однако та сказала, что у неё есть парень, которым оказался лучший друг Кадзама. Позже Харуто объявляет ему «войну», однако в результате неудачной операции, Кадзима умирает, и Юдзуки исчезает на год. Однако снова случайно встречает Эбу и они начинают встречаться. В конце манги женится на Юдзуки и у них появляется сын Дайки.
Сэйю: Ёсимаса Хосоя
Юдзуки Эба (яп. 枝葉 柚希 Эба Юдзуки) — главная героиня истории. Незадолго до основных событий жила в доме Харуто. Очень неуклюжая и добрая девушка, которая не обижалась поначалу на грубости Харуто, и даже тогда влюбилась в него, не боясь показывать своих чувств. Позже Юдзуки приходится уехать обратно в Токио. Узнав о том, что в город проехал Харуто, она очень обрадовалась, но опоздала на встречу, а позже случайно застала Харуто с девушкой. После этого она разочаровалась в парне. Она начинает встречаться с Кадзамой из-за сочувствия к его болезни, однако после его смерти исчезает на год. Она снова случайно встречает Харуто и начинает с ним встречаться. В конце манги выходит замуж за Харуто и у них появляется сын Дайки.
Сэйю: Мэгуми Накадзима
Нанами Кандзаки (яп. 神咲 七海 Кандзаки Нанами) — подружка Харуто, девушка с короткими волосами, очень сильно ревнует к нему из-за Юдзуки. Знакома с ним давно и знает о его отношениях к Юдзуки, из-за чего сильно страдает.
Сэйю: Саори Хаями (OVA), Юки Такао (Аниме)
Кёсукэ Кадзама (яп. 風間 恭輔 Кадзама Кё:сукэ) — молодой мотоциклист, уверенный в своём блестящем будущем, быстро дружится с Харуто и говорит, что когда станет знаменитым гонщиком, позволит ему держать ресторан с его именем. Позже выясняется, что он тяжело болен и проживёт не дольше года. Он решает пойти на риск — сделать операцию. Харуто перед операцией объявляет ему войну за сердце Эбы. Операция длилась 10 часов и прошла успешно, однако организм Кёсукэ не выдержал и он всё-таки умер.
Сэйю: Дайсукэ Оно
Такаси Юра (яп. 由良 尊 Юра Такаси) — друг детства Харуто.
Сэйю: Тосики Масуда
Акари Кага (яп. 加賀 月 Кага Акари) — подруга детства Харуто, часто скрывает свои чувства при остальных.
Сэйю: Нана Коно
Рин Эба (яп. 枝葉 凛 Эба Рин) — младшая сестра Юдзуки, заигрывает с Харуто.
Сэйю: Аой Юки

## Манга
Манга A Town Where You Live начала публиковаться в журнале Weekly Shōnen Magazine издательством Kodansha с июня 2008 года. Первый том манги был выпущен 12 августа 2008 года. По данным на август 2013 года, было выпущено 24 тома манги.

## Аниме
По мотивам манги студией Tatsunoko Production были выпущены 2 OVA-серии, которые были доступны при покупке ограниченных изданий манги 16 марта и 15 июня 2012 года. В 220 главе манги автор манги объявил о предстоящем сериале-экранизации. Сериал был создан студией Gonzo, режиссёром аниме выступил Сигэясу Амати, автором сценария — Рэйко Ёсида, дизайнером персонажей — Тэруми Нисии, а автором музыки — Кэнъити Оку. Сериал транслировался по телеканалу TV Tokyo с 13 июля по 28 сентября 2013 года.